# Synagogue Historique Sixth & I
La Synagogue Historique Sixth & I (Sixth & I Historic Synagogue), construite à l'intersection de la Sixième Rue et de la Rue I, est un des lieux de prière les plus anciens de la communauté juive de Washington. En plus des offices religieux, la synagogue accueille des conférences, des concerts et des expositions artistiques ouverts à tout public.

## Historique

### La construction
La communauté Adas Israel est créée en 1869 par d'anciens membres de la communauté "First Hebrew Congregation", trouvant cette dernière trop réformiste, et désirant revenir à une pratique plus traditionnelle de la religion juive.
La première synagogue consacrée en 1876 en présence du président des États-Unis Ulysses Grant, s'avérant rapidement trop exigüe, il est décidé dès 1899 d'établir des plans pour une nouvelle synagogue.
En 1905, après avoir trouvé un acheteur pour l'ancienne synagogue, Adas Israel achète un terrain à l'intersection de la Sixième rue et de la rue I, pour un montant de 7000 dollars en cash et 10 500 dollars payables l'année suivante avec un intérêt de 4,5 %. Le terrain est alors repris au cadastre sous la dénomination: Hebrew Church (Église Juive). L'emplacement est idéal car il se trouve  près du principal quartier commercial de l'époque et centre de la communauté juive de Washington.
L'architecte Louis Levi et l'entrepreneur Arthur Cowsill doivent d'abord démontrer aux ingénieurs de la ville que le fondement de l'édifice en béton renforcé avec une portée de 45 mètres, une technologie inédite pour l'époque, est capable de supporter le poids de l'ensemble du bâtiment.
Né en 1868 à Baltimore (Maryland), Levi est diplômé du MIT (Massachusetts Institute of Technology) et a déjà construit plusieurs autres synagogues, comme la Shearith Israel de Baltimore et celle de Lakewood[Lequel ?].
Les travaux peuvent débuter en 1906, et la pose officielle de la première pierre a lieu  le 22 novembre 1906 en présence des officiels du gouvernement et des membres des clergés chrétiens et juifs. Selon la coutume, un coffret est encastré à l'intérieur de la pierre et contient  selon la presse de l'époque : une copie de la constitution américaine, la liste de tous les membres de la communauté Adas Israel, des pièces de monnaie de 1906, une copie du journal Evening Star du 10 septembre 1898 décrivant la dédicace de la précédente synagogue et du New York Herald du 15 avril 1865 annonçant l'assassinat du président Abraham Lincoln.
La synagogue est consacrée le 5 janvier 1908 en présence de nombreuses personnalités aussi bien civiles que religieuses. Le coût total de l'édifice se monte à 90 000 dollars.
The Washington Post décrit ainsi le bâtiment :
« Ce nouveau lieu de culte, bien que n'étant pas aussi grand que de nombreuses églises de la ville,  est considéré, d'un point de vue architectural, comme l'un des plus raffinés de Washington. Il est construit avec des briques vitrifiées gris clair, avec de jolis garnissages en terre cuite et un toit en tuiles rouges non vitrifiées. Il y a cinq dômes, un grand au centre de 14 mètres de diamètre, et un plus petit dans chacun des quatre coins. Le style du bâtiment est une combinaison modernisée de style français et de style byzantin. Les décorations au-dessus des entrées sont riches en motifs et harmonieux en proportions.
La caractéristique principale de l'intérieur est la coupole centrale, les plafonds qui s'élèvent à plus de 22 mètres au-dessus du plancher du sanctuaire. Le style cathédrale prévaut pour l'intérieur : les arches grandes et petites élèvent leurs gracieuses courbes pour se rencontrer. L'émail blanc brillant des lambrissages et  le blanc sableux des murs font ressortir par un contraste saisissant  les vitraux richement colorés. »

### L'intermède du Turner Memorial
En 1945, pour faire face à l'accroissement important du nombre de ses fidèles, Adas Israel achète un nouveau terrain entre l'avenue du Connecticut et les rues Porter et du Quebec, pour faire construire une nouvelle synagogue.
En 1951, la synagogue Sith & I est vendue au Turner Memorial. Après transformation et rénovation de l'intérieur le bâtiment devient l'église épiscopale méthodiste africaine. En 1979, le Turner Memorial ajoute un bâtiment de quatre étages sur un terrain adjacent pour des bureaux et des activités communautaires.
En 2002, le Turner Memorial décide de déménager vers Hyattsville dans le Maryland afin de suivre la migration de ses fidèles et met en vente le bâtiment.

### De nouveau une synagogue
La Jewish Historical Society (Société historique juive) lance alors une campagne pour le rachat du bâtiment. Le propriétaire de l'équipe de basket-ball des Wizards de Washington, Abe Pollin avec les entrepreneurs locaux Shelton Zuckerman et Douglas Jemal, achète le bâtiment en 2002 et le restitue à la communauté juive. Le cabinet d'architectes Shalom Baranes and Associates restaure bénévolement le bâtiment et restitue son état original de synagogue.
Après avoir été pendant plus de cinquante ans une église, le bâtiment redevient une synagogue et est redédié le 22 avril 2004. Cette cérémonie est basée sur le thème: "De Génération en Génération".

### Visite du président George W. Bush
Le président Bush visite la Synagogue Historique Sith & I le 14 septembre 2005 lors des festivités de commémoration des 350 ans de vie juive en Amérique. Lors de son discours, il précise l'importance de ce bâtiment pour la ville de Washington:

« … J'ai vu la dévotion avec laquelle ce joyau, qui a été construit il y a presque un siècle, a été restauré… un joyau qui abrite trois rouleaux de la Torah rescapés de l'holocauste. Nous sommes fiers d'avoir cette synagogue au cœur de la capitale de notre nation et nous sommes heureux qu'une nouvelle génération revitalise cette maison de Dieu. »

C'était la première visite du président Bush à une synagogue depuis son élection.

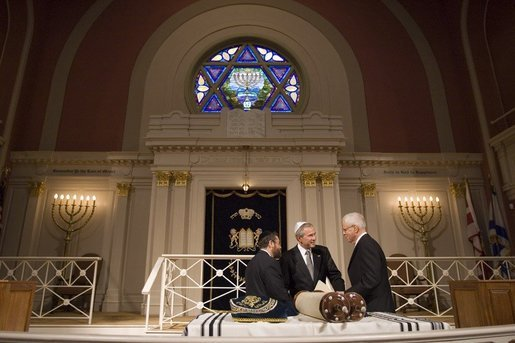
La visite du Président Bush

## Galerie

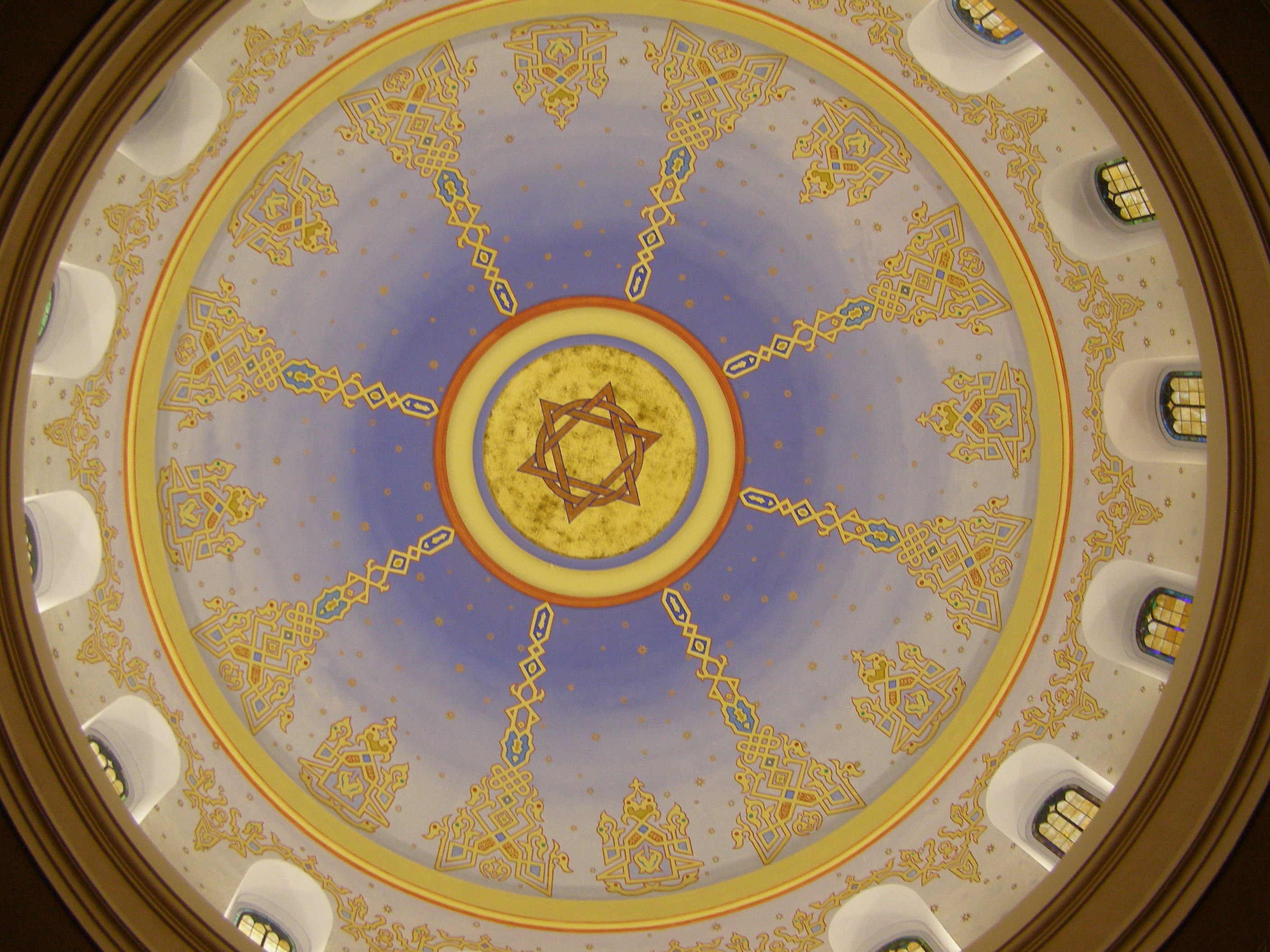
La magnifique coupole
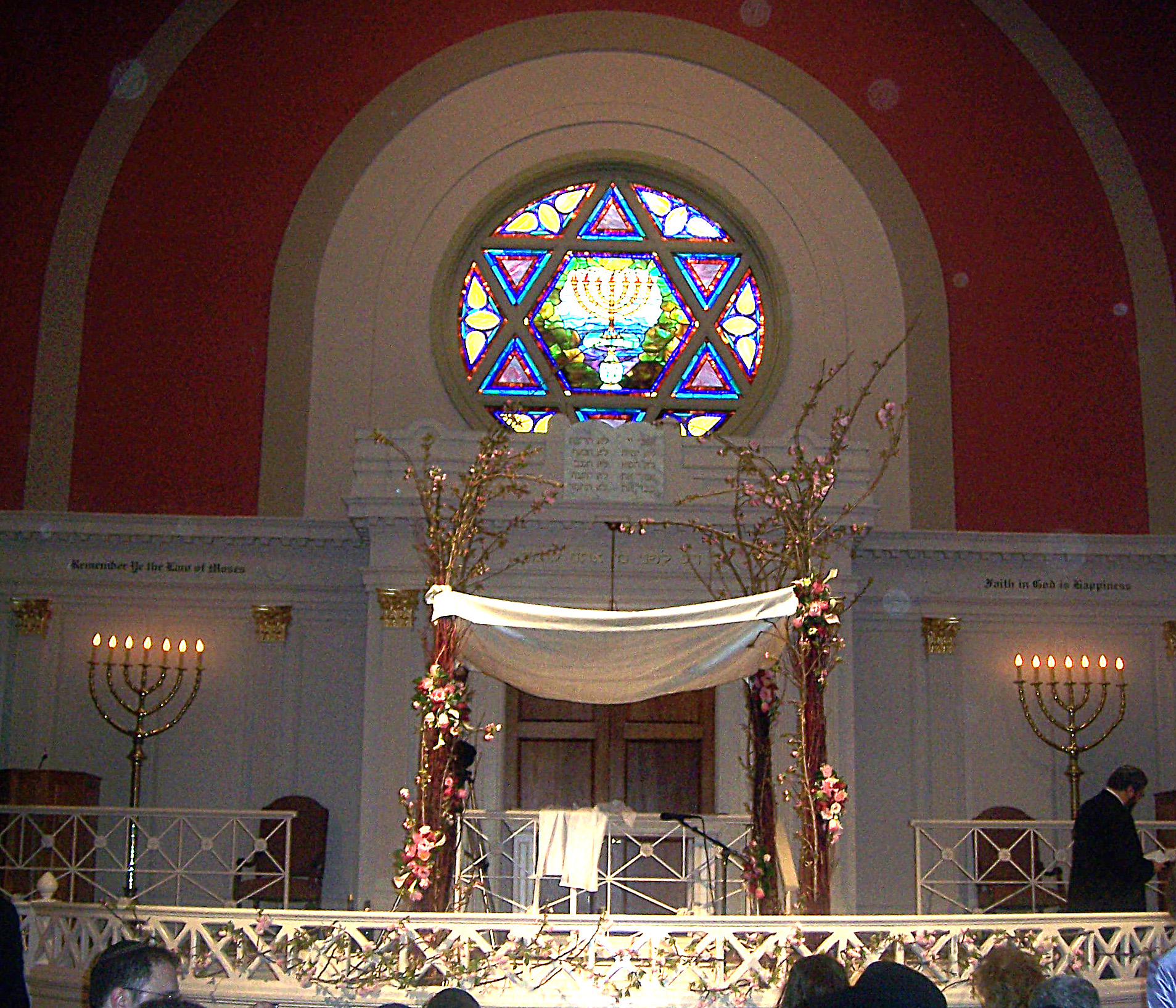
L’intérieur de la synagogue : la houppa

## Liens
- (en) Site officiel
- Ressource relative à la musique :   - MusicBrainz
- en: Site de la Synagogue Historique Sixth & I
- en: Site de la maison Blanche: la visite du Président Bush
- en: Site de la Ligue de préservation des monuments
- en: Photos de la synagogue
- en: Site de l’entrepreneur Douglas development
- en: Le AIA Journal of Architecture
- en: Site de l'International Survey of Jewish Monuments